# محمد نجيب مروة
الشيخ محمد نجيب مروّة.
رجل دين وأديب ظريف وشاعر فكاهي من جبل عامل ترك العديد من الآثار المخطوطة والمطبوعة.

## نسبه
هو محمد نجيب بن باقر بن محمد حسين الشهير بالحافظ.

## ولادته ونشأته
ولد في قرية الزرارية في جبل عامل (جنوب لبنان)، وذلك في العام 1299 هجرية (حوالي 1879 ميلادي).
نشأ وترعرع في قرية سلعا الجنوبية في لبنان، ولم يدخل كتّأبا ولم يدرس على أستاذ أو في مدرسة. غير أن والدته علّمته القراءة والكتابة أما أبوه فكان منشغلا عنه بكثرة أسفاره وعمله.
لمّا شبّ قرأ على نفسه كتب الشعر والأدب واللغة والعلوم الدينية، فأتقن اللغة وقواعدها وسلك طريق الشعر الفكاهي فكان علما من أعلامه.
كان محدثا طلق اللسان وراوية للأخبار يتقن حفظ السير والنوادر، عاصر الحرب العالمية الأولى والثانية وتلاهما ورافقهما من أحداث في جبل عامل.

## أسفاره وعمله
عمل في بداياته واعظا ومرشدا في بلدة سلعا، وبعدها تركها واتجه إلى عيتا الجبل حيث افتتح له دكانا للتكسّب ولكنه لم يفلح في مهنته فكانت أول رحلاته إلى أفريقيا الغربية بداعي العمل عام 1932 ميلادي، وكانت محفوفة بالأخطار ومليئة بالمغامرات وبعدها عاد إلى موطنه وعمل في الإرشاد والوعظ والتعليم. وكثرت رحلاته إلى البلدان العربية المجاورة له فزار سوريا ومصر وفلسطين والأردن.

## مؤلفاته

### المنشورة
1. الروض الزاهي في الأدب الفكاهي: يحوي الكثير من النوادر والطرائف وكما يحوي شيئا من أدبه وشعره.
2. ثمرات الأسفار: يصف فيها رحلته إلى فلسطين وخاصة الحمامات العامة في طبريا وتدفق الناس من القرى اللبنانية عليها.
3. بلغة الراغبين في أمير المؤمنين علي بن أبي طالب.
4. التحفة الصيداوية.
5. رحلة الشتاء والصيف: طبعت مقدمته فقط وهو يحوي على وصف جميع رحلاته وأسفاره.

### المخطوطة
1. العقد المنضود في أخبار الوفود (مخطوط): يتضمن شرح الكثير من وفادات الشعراء والأدباء والفلاسفة والحكماء على الأنبياء والملوك الوزراء والأمراء.
2. المراسلات والمحاورات (مخطوط): كتاب يحوي الكثير من مراسلات ومحاورات جرت بين الملوك والوزراء والأمراء والفقهاء.
3. الوصايا (مخطوط) : يتضمن وصايا الملوك والحكماء واأنبياء لرعاياهم.

## وفاته
توفي في عيتا الجبل (عيتا الزط سابقا) في العام 1376 هجرية (1956 ميلادي) عن عمر ناهز السابعة والسبعين عاما.